# Inferius
Inferius (mn. Inferi) u seriji je romana o Harryju Potteru, mrtvo tijelo kojeg pomoću čarolije kontrolira crni mag. Inferius nije živ, nego je samo truplo koje je začarano da bude marioneta vještice ili čarobnjaka.
Za razliku od duhova, Inferi ne mogu razmišljati. Oni su stvoreni da bi vršili neku određenu dužnost koju im je odredio crni mag koji njima upravlja, kao na primjer Inferiji koji čuvaju horkruks Lorda Voldemorta u jednoj špilji na obali mora i ostaju mirni sve dok se ne pruži prilika da izvrše svoj zadatak. Otporni su na većinu oblika magije, ali ih je lako prestrašiti i otjerati vatrom. Kad su ugroženi, vraćaju se u svoje prvotno stanje.
Postoje dvije osnovne razlike između duhova i Inferija. Prva je već spomenuta činjenica da duhovi imaju svijest o sebi. Druga je, kako je Harry istaknuo, da su duhovi prozirni. Zbog toga su duhovi i Inferi suprotnosti: duhovi imaju svijest o sebi, ali nemaju tijelo, a Inferi imaju tijelo, ali ne i svijest o sebi.
Inferi su samo jedna verzija zombija, a bliži su zombijima iz voodoo folklora nego onima koji se inače pojavljuju u filmovima.
Riječ Inferi nadimak je Hada, grčkog boga mrtvih; inferus u latinskom jeziku znači "ispod".